# 萨姆巴瓦尔瓦达加赖
萨姆巴瓦尔瓦达加赖（Sambavar Vadagarai），是印度泰米尔纳德邦Tirunelveli县的一个城镇。总人口14438（2001年）。

## 人口
该地2001年总人口14438人，其中男性7132人，女性7306人；0—6岁人口1729人，其中男862人，女867人；识字率54.18%，其中男性为64.51%，女性为44.09%。